# Charles L. Bolte

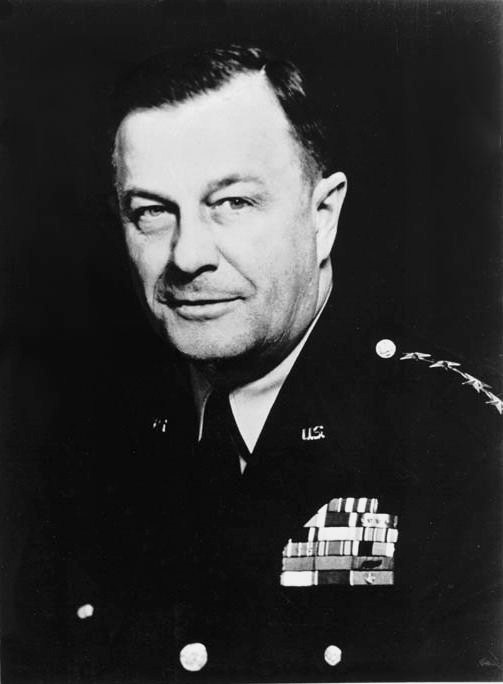
General Charles L. Bolte

Charles Lawrence Bolte (* 8. Mai 1895 in Chicago, Illinois; † 11. Februar 1989 in Alexandria, Virginia) war ein US-amerikanischer General der US Army, der unter anderem von 1952 bis 1953 Kommandierender General der 7. US-Armee beziehungsweise der US-Landstreitkräfte in Europa (US Army Europe) sowie zuletzt zwischen 1953 und 1955 Vize-Chef des Generalstabes des Heeres (Vice Chief of Staff of the Army) war.

## Leben

### Erster Weltkrieg und Nachkriegszeit
Bolte begann nach dem Schulbesuch ein Studium im Fach Chemieingenieurwesen am Armour Institute of Technology in Chicago, das er 1917 mit einem Bachelor of Science (B.S. Chemical Engineering) beendete. 1916 wurde er als Leutnant (Second Lieutenant) in die Heeresinfanteriereserve (US Army Infantry Reserve) übernommen und nach dem Kriegseintritt der USA in den Ersten Weltkrieg im Mai 1917 in den aktiven Militärdienst berufen. Im August 1917 wurde er Offizier im 58. Infanterieregiment (4. Infanteriedivision) und im Mai 1918 mit seiner Einheit zu den American Expeditionary Forces nach Frankreich versetzt, wo er an Gefechten an Aisne, Marne, der Schlacht von St. Mihiel (12. bis 15. September 1918) sowie zuletzt der Maas-Argonnen-Offensive (26. September bis 11. November 1918) teilnahm.
Nach Kriegsende blieb Bolte in Deutschland und fand nach seiner Rückkehr Ende 1919 bis 1930 verschiedene Verwendungen als Offizier in der Kriegsplanungsabteilung des Generalstabes im Kriegsministerium sowie im Büro des Chefs des Heeresstabes (Chief of Staff of the Army). Nach einem Studium an der Heeresinfanterieschule (US Army Infantry School) in Fort Benning war er dort selbst als Ausbilder tätig. Im Anschluss absolvierte er zwischen 1930 und 1932 einen Lehrgang am Command and General Staff College (CGSC) in Fort Leavenworth und wurde im Anschluss als Stabsoffizier (S 3) zum 15. Infanterieregiment (15th Infantry Regiment) nach Tianjin versetzt, wo er später Kompaniechef und Kommandeur eines Bataillons war. Nach seiner Rückkehr in die USA wurde er im April 1936 Kommandeur eines Bataillons in Fort Devens und besuchte danach ab August 1936 einen Lehrgang am US Army War College (USAWC) in Carlisle, an dem er nach seinem Abschluss im Juni 1937 ebenfalls zunächst als Ausbilder blieb. Dort wurde Bolte am 18. August 1940 zum Oberstleutnant (Lieutenant-Colonel) befördert und fungierte im Anschluss zwischen November 1940 und Mai 1941 als Assistierender Chef des Stabes (G 3) des IV. Korps (IV Corps), ehe er zwischen Mai 1941 und Januar 1942 verantwortlicher Offizier für Kriegsplanung bei der Sonderbeobachtergruppe in London war.

### Zweiter Weltkrieg
Nach dem Angriff auf Pearl Harbor und dem damit verbundenen Eintritt der USA in den Zweiten Weltkrieg am 8. Dezember 1941 wurde Bolte am 24. Dezember 1941 der Brevet-Rang eines Obersts sowie am 17. Januar 1941 eines Brigadegenerals verliehen. Als solcher war er zwischen Januar und Juli 1942 Chef des Stabes der US-Streitkräfte im Vereinigten Königreich (US Forces in the United Kingdom) sowie im Anschluss von Juli bis September 1942 Chef des Stabes für die US-amerikanischen Operationen auf dem Kriegsschauplatz Europa (US European Theater of Operations), ehe er zwischen September 1942 und Februar 1943 stellvertretender Kommandeur der 91. Infanteriedivision (91st Division) war, der sogenannten „Wild West Division“.
Danach kehrte Bolte in die USA zurück und erhielt am 26. April 1943 den Brevet-Rang als Generalmajor, woraufhin er von Mai 1943 bis Juli 1944 Kommandeur der 69. Infanteriedivision (69th Infantry Division) war. Im Juli 1944 kehrte er auf den europäischen Kriegsschauplatz zurück und war bis Oktober 1945 Kommandeur der in Italien eingesetzten 34. Infanteriedivision (34th Infantry Division), der sogenannten „Red Bull-Division“. Für seine Verdienste als Kommandeur dieser Einheit wurde ihm 1945 die Army Distinguished Service Medal sowie der Silver Star verliehen.

### General undVice Chief of Staff of the Army
Nach Kriegsende war Bolte zwischen Oktober 1945 und August 1946 Assistierender Chef des Stabes des Heeres für Grundrisse (Assistant Chief of Staff for Ground Plans) im Kriegsministerium. Daraufhin war er von August 1946 bis Mai 1948 Chef des Stabes der Heeresbodentruppen (Army Ground Forces) und erhielt dort am 1. September 1946 seine Beförderung zum Oberst (Colonel). Am 24. Januar 1948 wurde er zum Brigadegeneral (Brigadier-General) befördert und erhielt zudem den Brevet-Rang eines Generalmajors, wobei dieser Brevet-Rang auf den 5. Oktober 1944 zurückdatiert wurde. In der Folgezeit fungierte er zwischen Mai 1948 und dem 19. Mai 1949 als Direktor der Gemeinsamen Sonderplanungsgruppe (Special Joint Planning Group) und danach vom 19. Mai 1949 bis zum 28. Februar 1950 als Leiter der Abteilung für Planung und Operationen im Heeresministerium (US Department of the Army), ehe er zwischen dem 1. März 1950 und dem 12. Februar 1951 Assistierender Chef des Stabes des Heeres für Operationen (Assistant Chief of Staff for Operations (G-3)) war.
Am 13. Februar 1951 wurde Bolte der Brevet-Rang eines Generalleutnant verliehen, woraufhin er vom 15. Februar 1951 bis zum 15. Januar 1952 erst stellvertretender Chef des Stabes des Heeres für Planung (Deputy Chief of Staff for Plans) sowie im Anschluss zwischen dem 15. Januar 1952 und dem 31. Juli 1952 stellvertretender Chef des Stabes des Heeres für Planung und Forschung (Deputy Chief of Staff for Plans & Research) war. Am 5. August 1952 löste er Generalleutnant Manton S. Eddy als Kommandeur der Siebten US-Armee (Seventh US Army) und übte diese Funktion bis zum 1. April 1953 aus. Danach war er vom 1. April bis zu seiner Ablösung durch Generalleutnant William M. Hoge am 29. September 1953 Kommandierender General der daraus hervorgegangenen US-Landstreitkräfte in Europa (US Army Europe).
Zuletzt wurde Bolte am 30. Juli 1953 der Brevet-Rang eines Generals verliehen und er übernahm am 7. Oktober 1953 von General John E. Hull den Posten als Vize-Chef des Generalstabes des Heeres (Vice Chief of Staff of the Army), den er bis zum 30. April 1955 innehatte, woraufhin General Williston B. Palmer am 1. Mai 1955 seine Nachfolge antrat. Am 24. Juni 1955 wurde ihm für seine Verdienste in dieser Verwendung ein weiteres Mal die Army Distinguished Service Medal sowie der Legion of Merit verliehen. Am 30. Juni 1955 wurde er formell zum General befördert und trat daraufhin in den Ruhestand.
Aus seiner Ehe mit Adelaide P. Bolte ging sein Sohn David Endicott Bolte hervor, der zuletzt Oberst der US Army war. Nach seinem Tode wurde Bolte auf dem Nationalfriedhof Arlington beigesetzt.

## Auszeichnungen
Auswahl der Auszeichnungen, sortiert in Anlehnung der Order of Precedence of Military Awards:
- Army Distinguished Service Medal (2×)
- Silver Star
- Legion of Merit
- Purple Heart